# Hoogezand-Sappemeer
Hoogezand-Sappemeer é um município dos Países Baixos localizado na província da Groninga.